# 渤海镇 (宁安市)
渤海镇，是中华人民共和国黑龙江省牡丹江市寧安市下辖的一个乡镇级行政单位。此地为古代渤海国都城龙泉府所在地。

## 行政区划
渤海镇下辖以下地区：
新园社区、古都社区、渤海村、上京村、龙泉村、双庙子村、西地村、白庙子村、拐弯村、土台子村、江西村、响水村、瀑布村、上官地村、东珠村、莲花一村、莲花二村、莲花三村、杏山村、富安村、小三家子村、大三家子村、太平沟村、梁家村、小朱家村、上屯村、湖沿村、湖北村、青山村和繁荣村。